# 董浩云航运博物馆

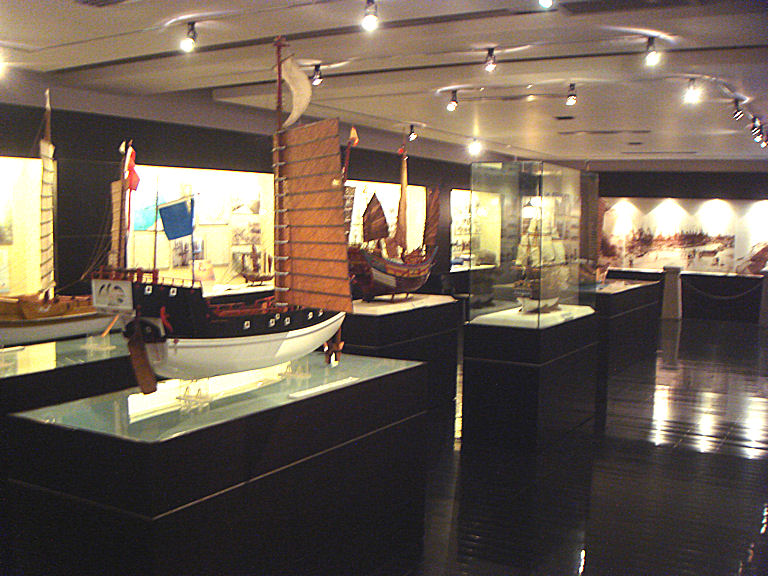
一层航运史展室

董浩云航运博物馆是一座介绍中国航运历史和董浩云生平的博物馆，由董氏慈善基金会和上海交通大学于2003年共同建立，位于中国上海市上海交通大学徐汇校区新中院内。

## 场馆
该博物馆使用落成于1910年的新中院作为馆舍，楼高二层，为传统砖木结构外廊式建筑，原作为宿舍使用，2003年改为博物馆馆舍。建筑旁边有一座铁锚。
博物馆分上下两层，总展出面积达600平方米，以众多的模型为特色：
- 一层：主要介绍中国航运历史，展出有中国古代帆船模型、海图、影像资料和复制品。
- 二层：主要介绍董浩云生平及其下辖各船只的建造和使用历程。

## 参观信息
- 开放时间：周二至周日 13:00-17:00。
- 公共交通：上海轨道交通11号线交通大学站；上海轨道交通1、9号线徐家汇站。